# Fabiola Kuonen
Fabiola Kuonen (geb. 1995 in Brig) ist eine Schweizer Theaterregisseurin und Autorin.

## Leben
Fabiola Kuonen ist in Bern aufgewachsen. Vor ihrem Regiestudium an der Theaterakademie August Everding absolvierte sie ein Studium der Deutschen Literatur und Philosophie an der Humboldt-Universität zu Berlin. Kuonen begann ihre Regietätigkeit mit Inszenierungen am Volkstheater Rostock sowie in der freien Szene in Berlin und Paris. Bereits früh setzte sie Akzente mit innovativen Konzepten und einer gesellschaftspolitischen Perspektive.
Sie erarbeitete die Uraufführung von Der wiedergefundene Freund in einer Bearbeitung Lena Gorelik am Residenztheater München, sowie das Theaterstück Mein ziemlich seltsamer Freund Walter von Sybille Berg bei den Salzburger Festspielen, die feministische Geisterbeschwörung The Power Of Saying No am HochX München und die Uraufführung des Musiktheaters Die Baugrube nach dem Roman von Andrej Platonow in der Reaktorhalle München.
Mit der KI-basierten Performance Good bye Hamburg (2023/24), einer interaktiven Produktion in der HafenCity Hamburg, wurde Kuonen zum Hauptsache Frei Festival 2024 eingeladen. Auch in der freien Szene machte sie durch innovative Projekte wie das online-multiplayer-live-game Hyphe (2020), präsentiert beim Internationalen Figurentheaterfestival Erlangen, auf sich aufmerksam.
Einen besonderen Fokus legt Kuonen auf die Verbindung von regionalen Themen mit zeitgenössischen gesellschaftlichen Fragestellungen, wie in ihrer Inszenierung Schluchten (2022), die sich mit Sagen aus dem Wallis und dem Umgang mit marginalisierten Gruppen befasste.

## Inszenierungen (Auswahl)
- 2017: Philoktet am Volkstheater Rostock
- 2018: Anti Anti (Gone) (Berlin)
- 2020: Hyphe mit onlinetheater.live (online)[2]
- 2022: Schluchten am ZeughausKultur Brig
- 2023: Good Bye Hamburg am CSL / MIT Media Lab der HafenCity Universität Hamburg in Kooperation mit dem Lichthof Theater Hamburg
- 2024: Der wiedergefundene Freund in einer Theaterbearbeitung von Lena Gorelik am Residenztheater München[3]